# Det går som en dans (1940)
Det går som en dans (engelska: Dance, Girl, Dance) är en amerikansk musikalfilm från 1940 i regi av Dorothy Arzner. Huvudrollerna spelas av Maureen O'Hara, Louis Hayward och Lucille Ball.

## Rollista i urval
- Maureen O'Hara - Judy O'Brien
- Louis Hayward - James 'Jimmy' Harris Jr.
- Lucille Ball - Bubbles/Tiger Lily White
- Virginia Field - Elinor Harris
- Ralph Bellamy - Steve Adams
- Maria Ouspenskaya - Madame Lydia Basilova
- Mary Carlisle - Sally
- Katharine Alexander - Miss Olmstead
- Edward Brophy - Dwarfie
- Walter Abel - domaren
- Harold Huber - herre från Hoboken